# 바나나 전쟁
바나나 전쟁(Banana Wars)은 1차 세계 대전 후 미국에 의해 만들어진 중앙 아메리카 국가에 대한 군사 개입의 총칭이다. 개입의 대부분은 해병대에 이루어졌으며, 경우에 따라서 해군의 함포 사격과 육군 병력도 사용되었다. 명칭은 당시 중앙 아메리카에서 경제적인 이해 관계를 가지고 있었던 유나이티드 프루트 컴퍼니가 농장에서 바나나를 재배하고 있었던 것에 유래하며 유나이티드 프루트 컴퍼니를 비롯한 미국 기업에 대한 혁명 운동의 억제를 목적으로 하고 있었다. 바나나 전쟁은 1934년, 프랭클린 루즈 벨트 대통령의 선린 외교로 종결했다.

## 같이 보기
- 미국의 해외 개입
- 미국 색부호 전쟁 계획